# Mirošov (okres Žďár nad Sázavou)
Mirošov (německy Miroschau) je obec v okrese Žďár nad Sázavou v Kraji Vysočina. Žije zde 128 obyvatel.

## Historie
První písemná zmínka o obci pochází z roku 1338.
| Rok            | 1869 | 1880 | 1890 | 1900 | 1910 | 1921 | 1930 | 1950 | 1961 | 1970 | 1980 | 1991 | 2001 | 2011 |
| Počet obyvatel | 330  | 347  | 358  | 395  | 421  | 382  | 348  | 272  | 277  | 217  | 203  | 161  | 133  | 132  |

## Pamětihodnosti
- Zvonička na kopci
- Kříž v polích na severozápad od vesnice

## Galerie

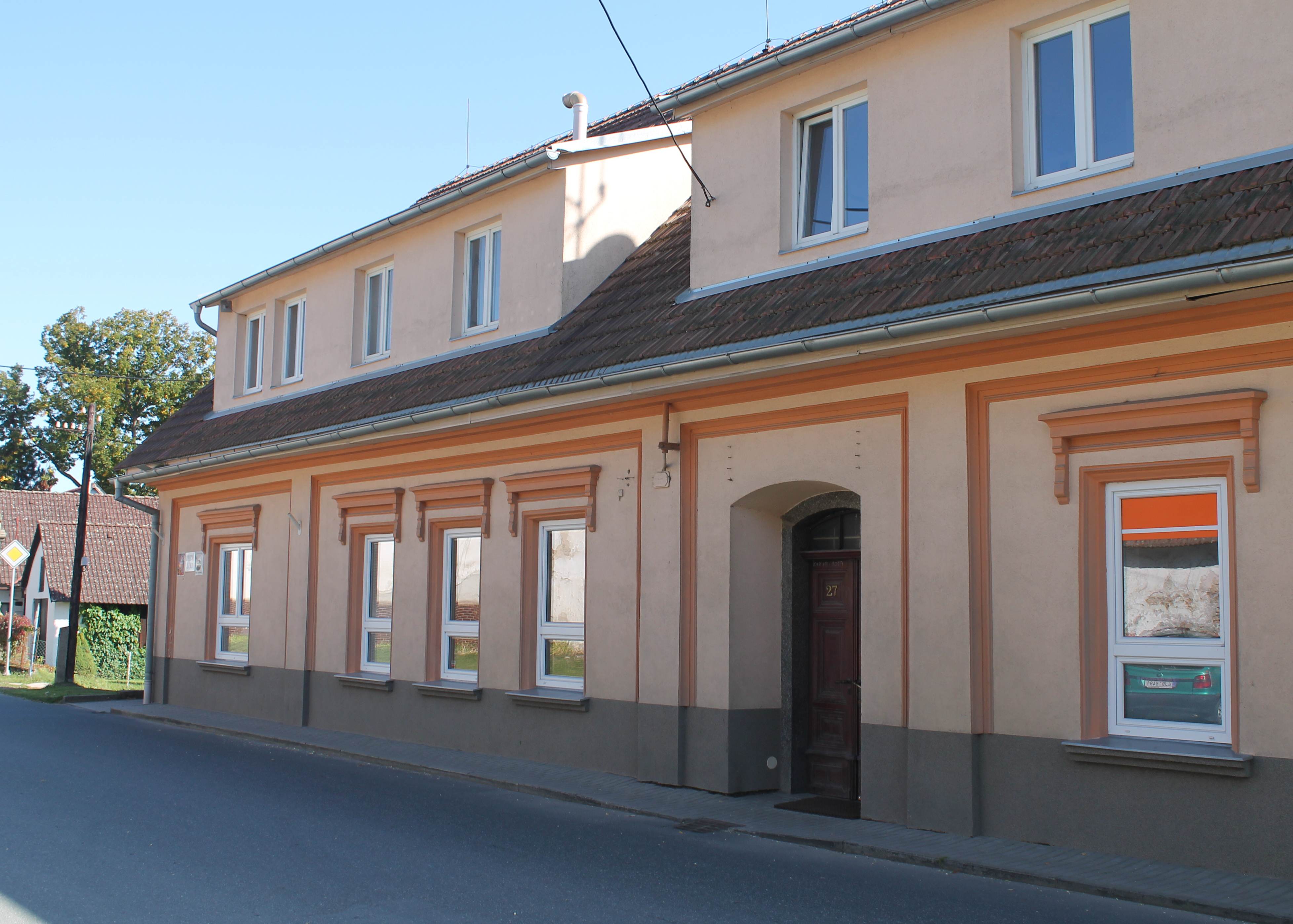
Obecní úřad
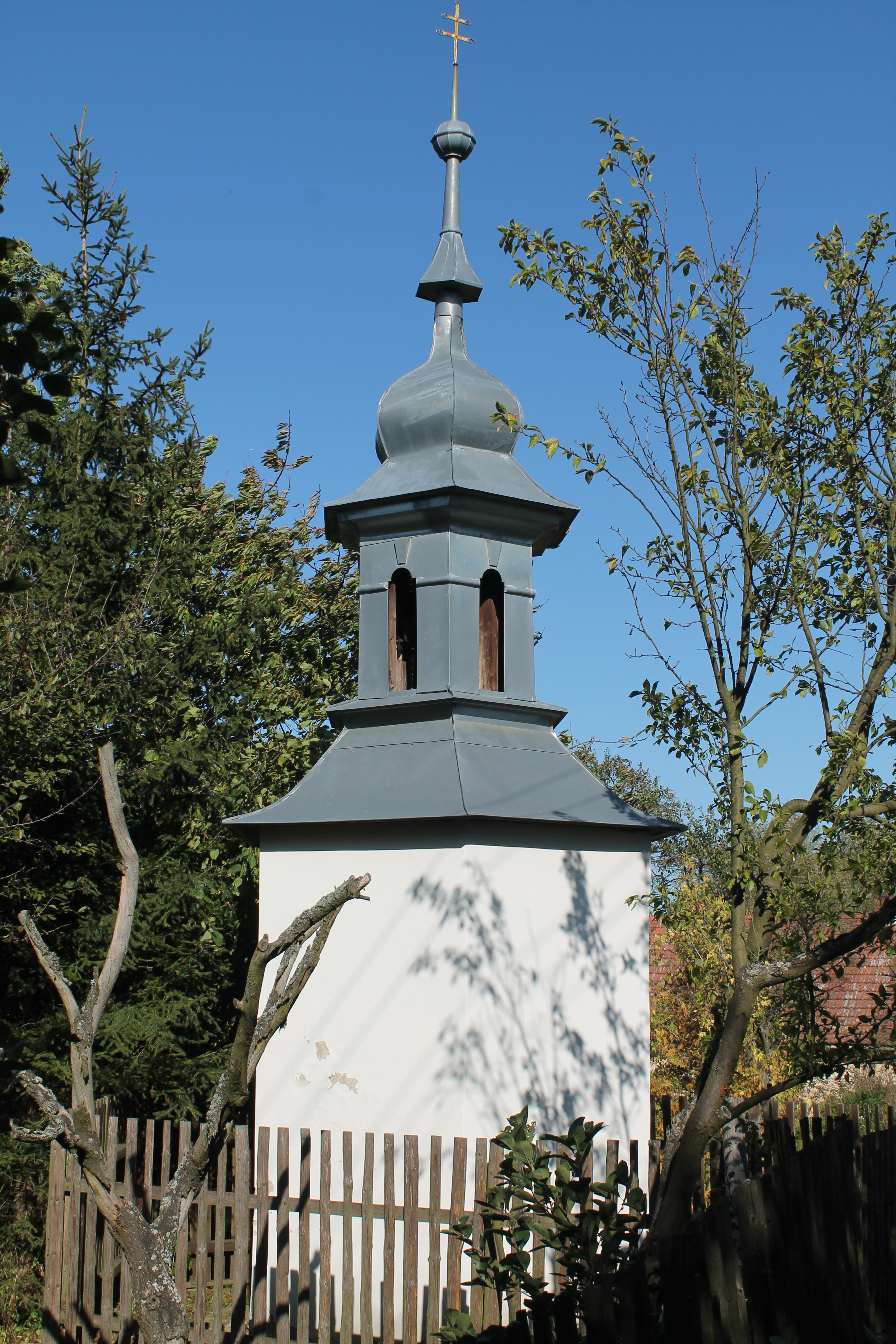
Zvonice v Mirošově
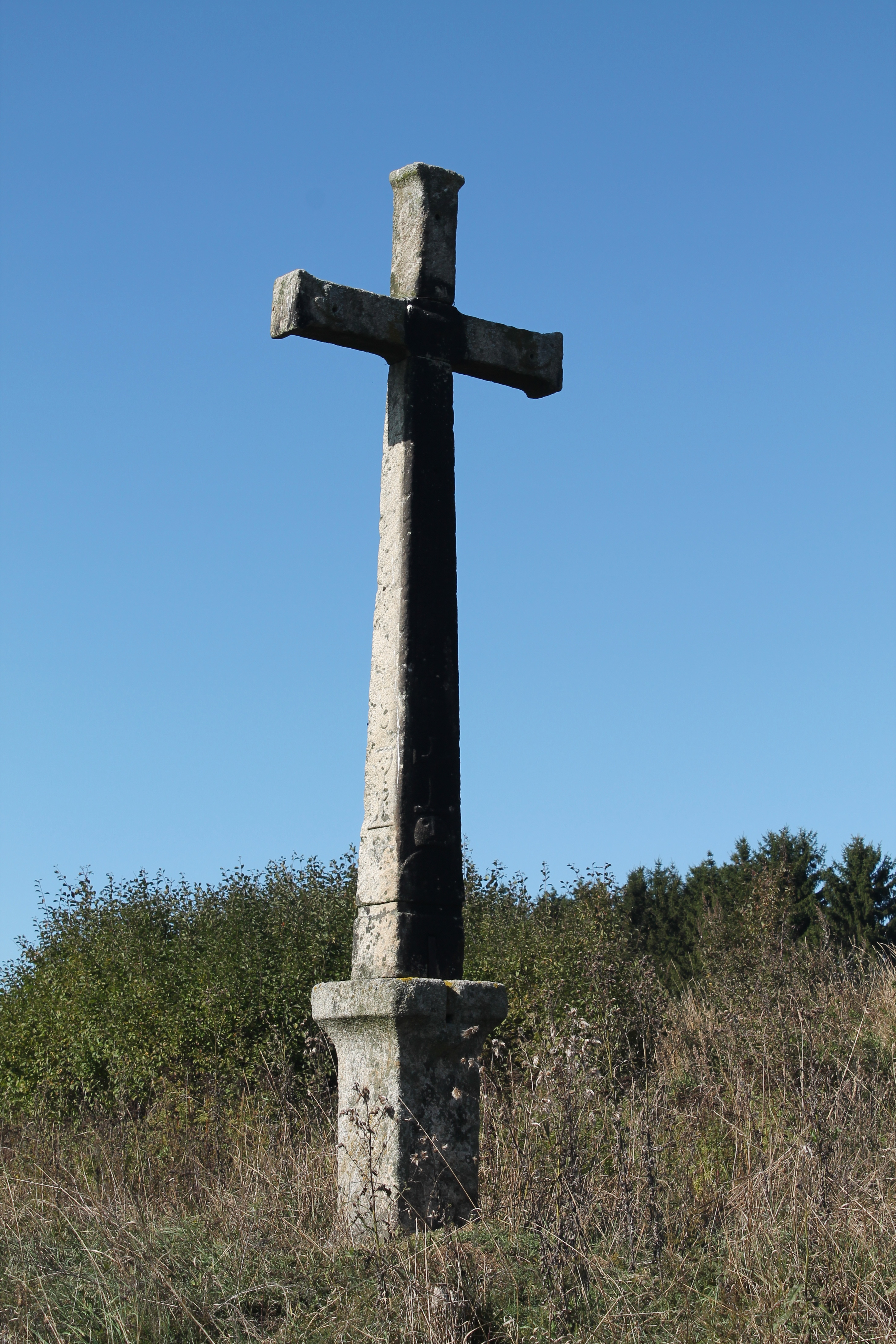
Kříž z roku 1865
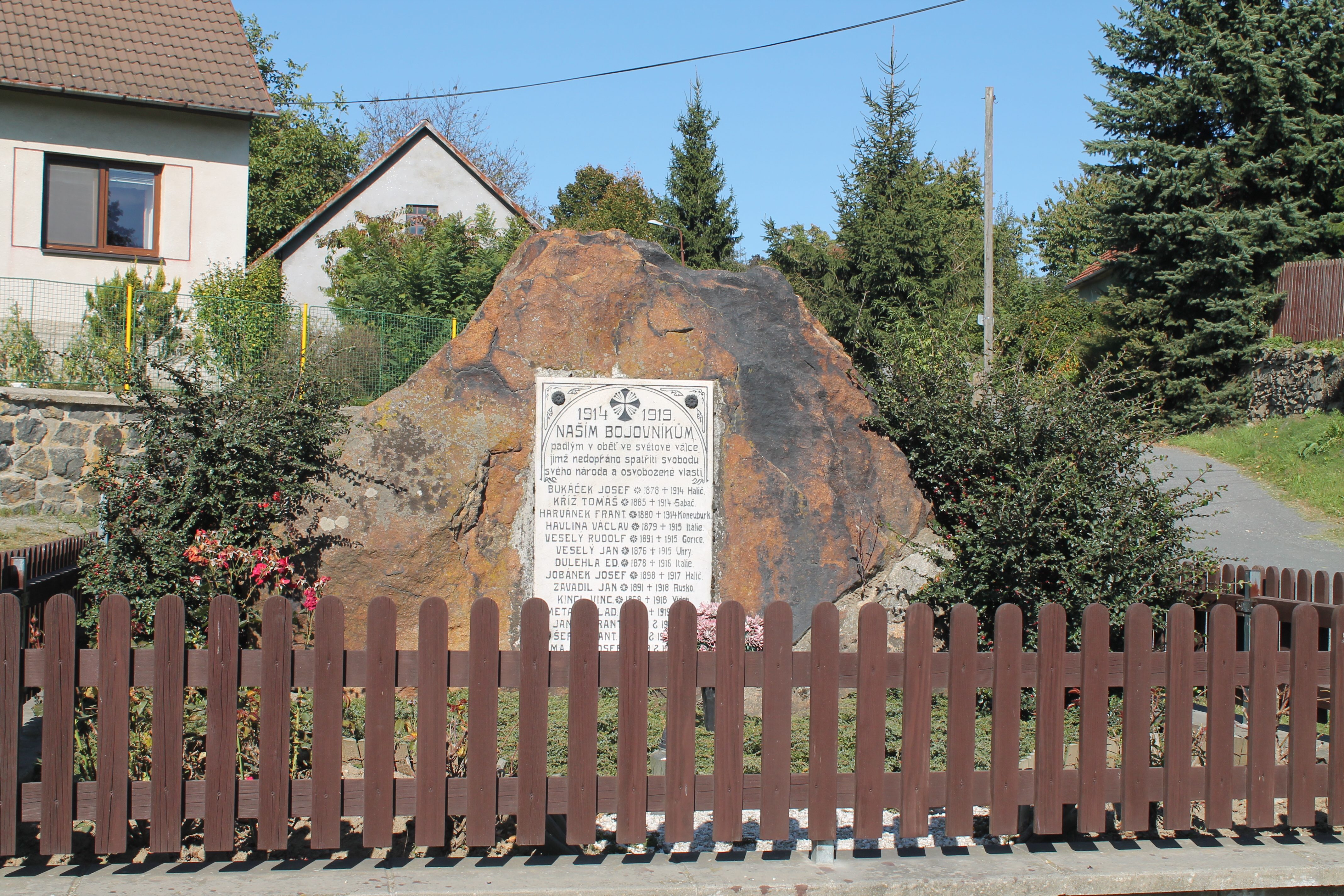
Pomník padlým v první světové válce
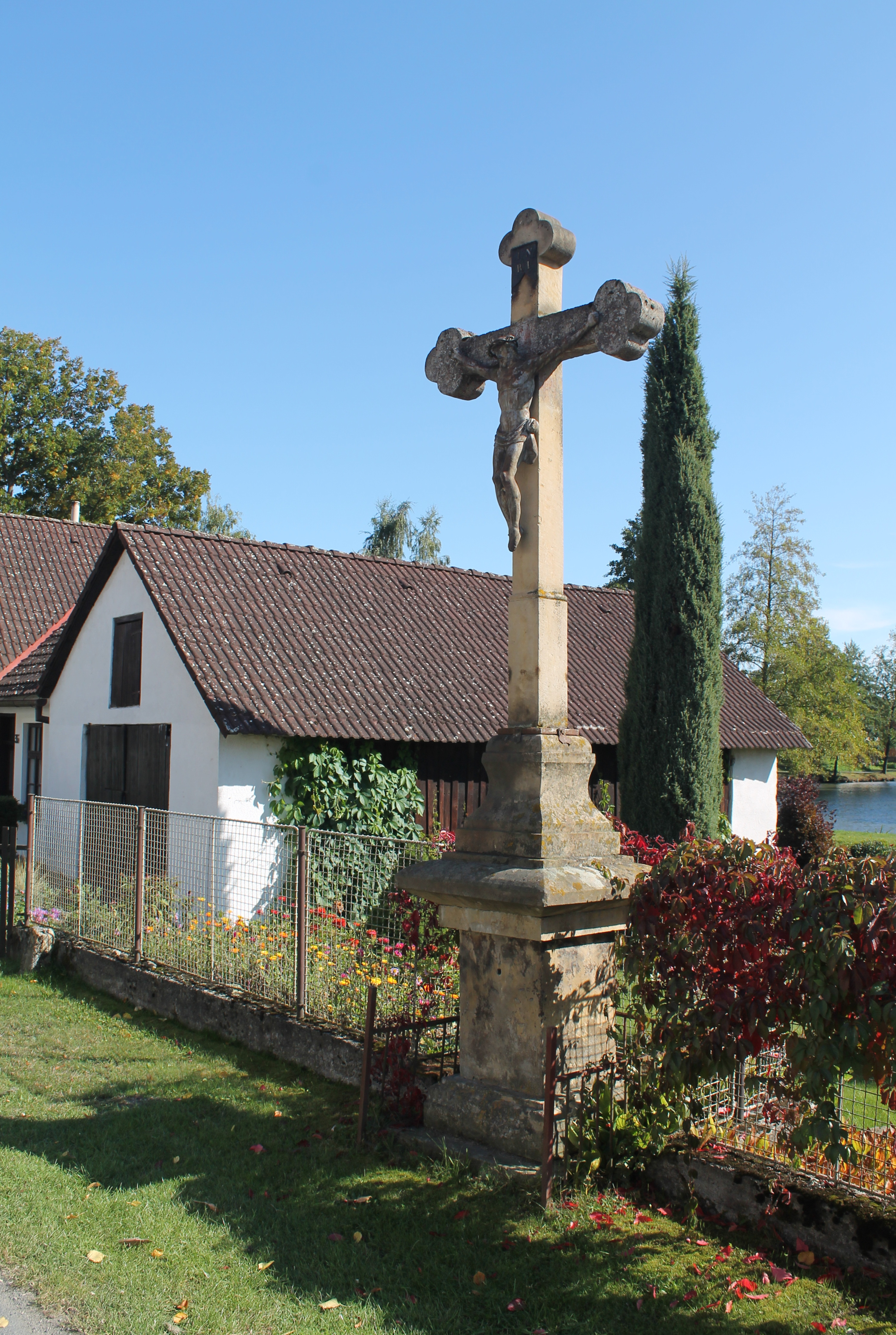
Kříž u hlavní silnice
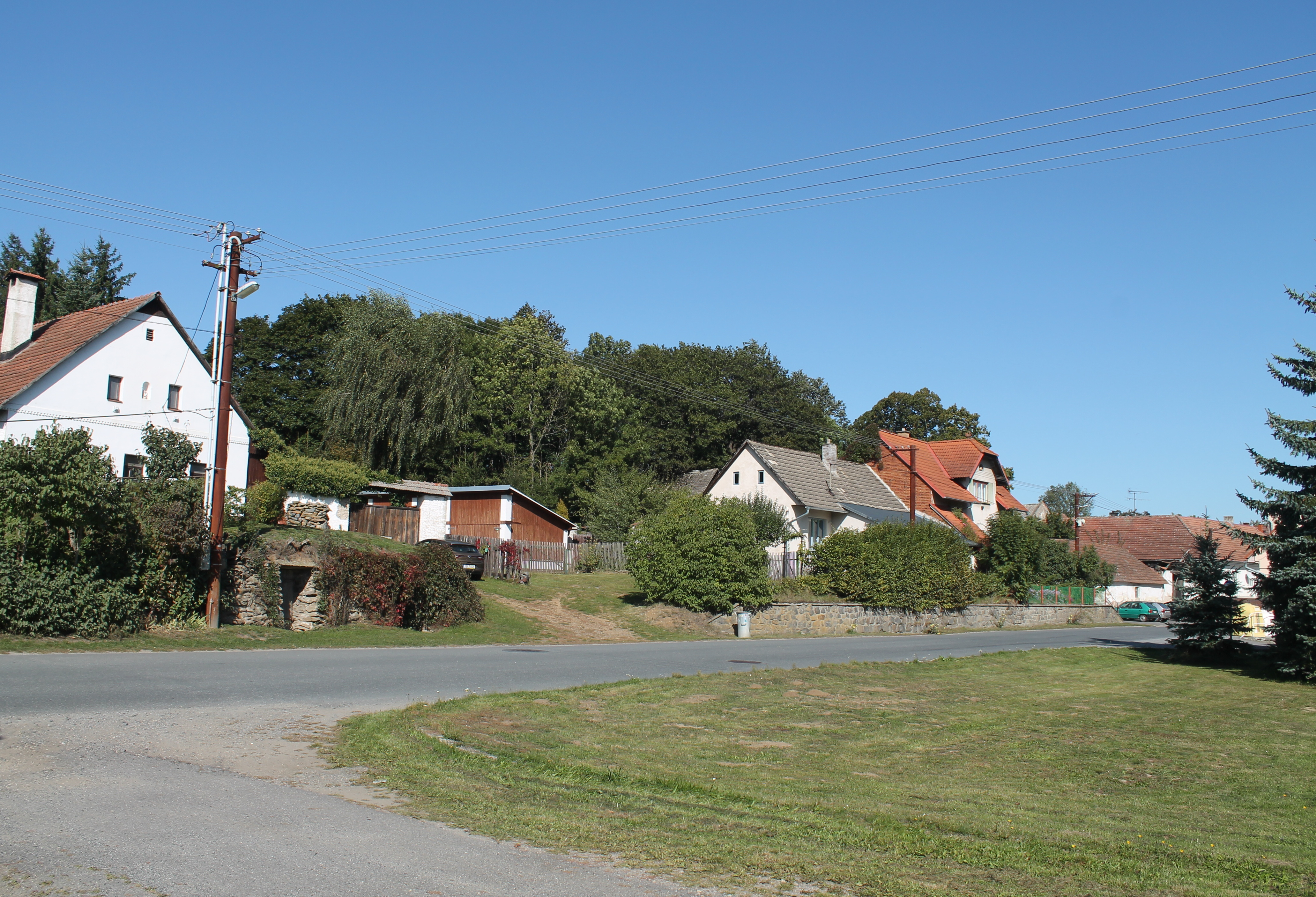
Hlavní ulice
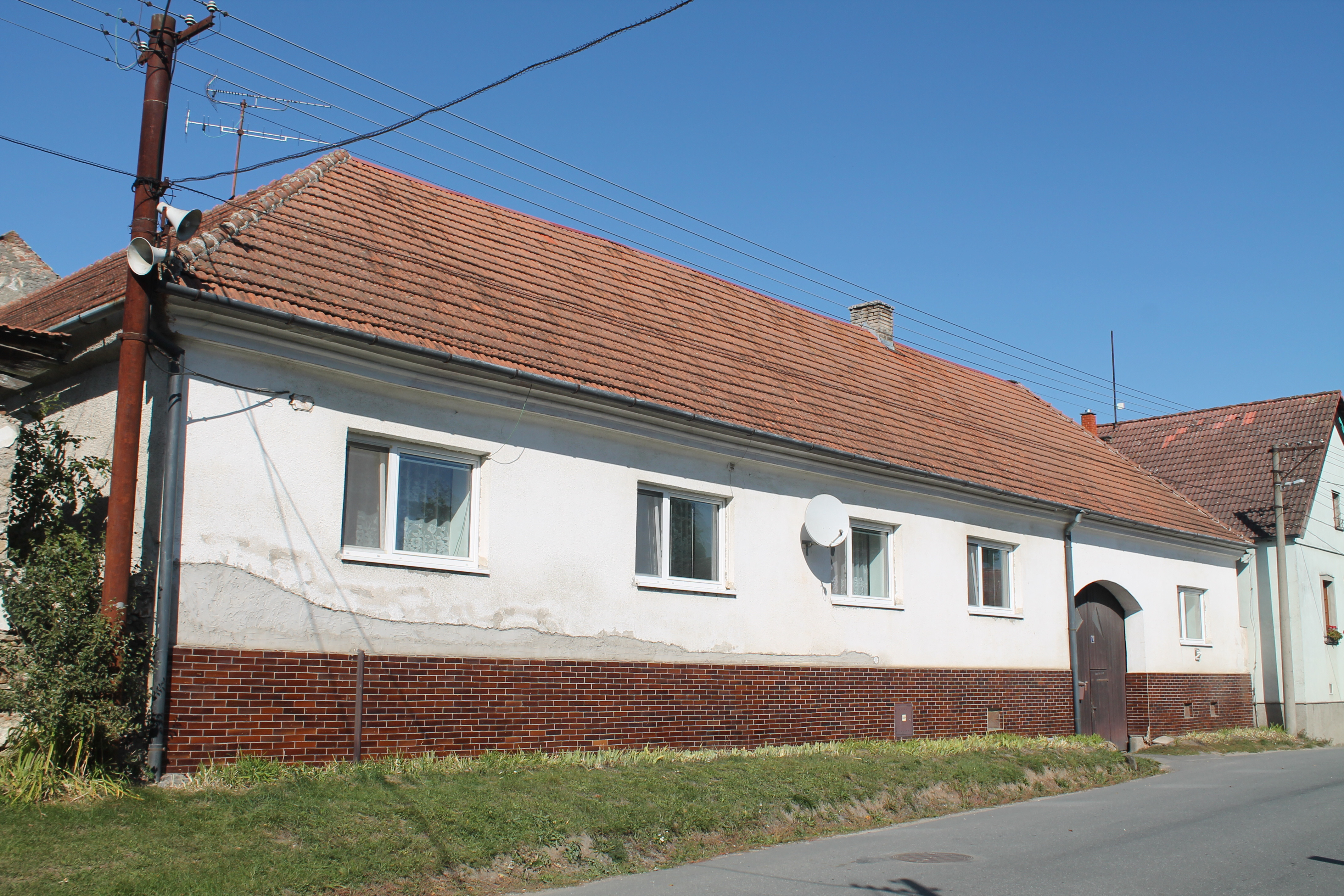
Štursův statek čp. 8, největší v obci